# ماري ماكارثي
ماري ماكارثي (21 يونيو 1912: 25 أكتوبر 1989) واحدة من أهم الروائيين وكتاب المقالات في الولايات المتحدة الأمريكية ذو حجم ومكانة فكرية متميزة ورفيعة.
سبب الوفاة: سرطان في الرئة

## سيرتها الذاتية

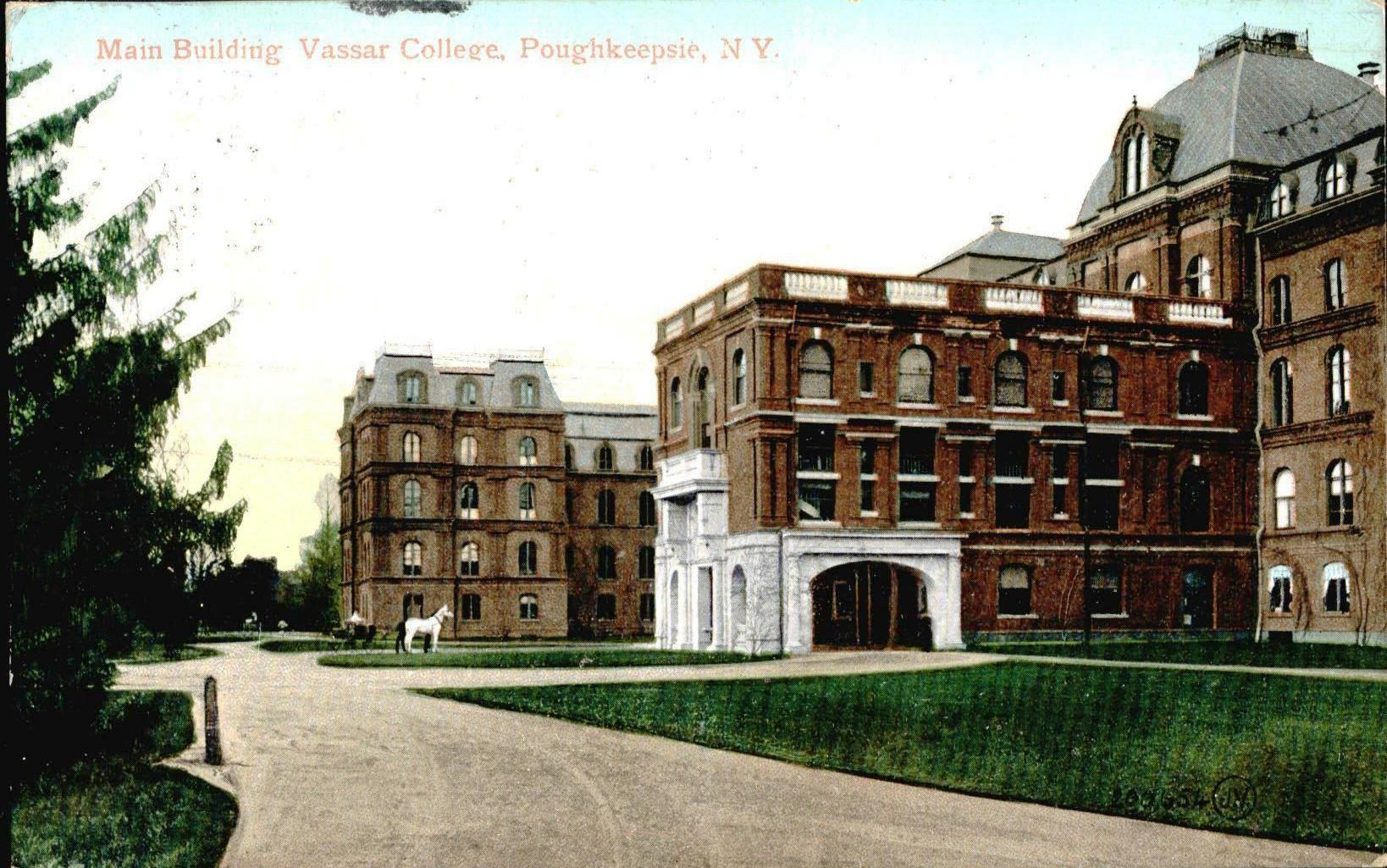
كلية فاسار، المبنى الرئيسي، 1907

ولدت في سياتيل - واشنطن، وتيتمت في السادسة من عمرها هي وثلاث اخوة اصغر عمرا: والديهم من اصل ايرلندي ولقد ماتوا بوباء الأنفلونزا عام 1918
وكان المسئول عن الأعتناء بماكارثي هو عمها الكاثوليكي؛ وكان يعاملها بقسوة «وهذا سينعكس في ذكرياتها» وعندما لم تستطع التحمل أكثر من ذلك تمكنت من الذهاب للعيش مع جديها الأكبر في سياتيل: اوجستامورجانسترن يهودية الديانة وأرولدبريستون البروتستانتي.
تحت الأشراف الحاد والمراقبة الشديدة لآل برستون، درست ماكارثي في «اني رايت الإكليريكية» في تاكوما. واخيرا تخرجت على يد المرموق فاسار في 1933 الذي حدد إطار حياتها وأثر في المجموعة
أعطت محاضرات بالتناوب في جامعتي بارد وسارة لورنس ما بين 1945 و 1956، صداقتها مع حنة أرندت، التي يعود تاريخها إلى 1949 واستمرت حتى موتها، كانت واحدة من الألتقاءات الفكرية في الولايات المتحدة، إيضا اثرت في اتجاههم.
انتقلت بين دوائر اليسار في نيويورك في الثلاثينات كونه وقت حرج للغاية مع الستالينية، تعاونت في الاستعراض الحزبي وكذلك في الأمة والجمهورية الجديدة ومجلة هاربر واستعراض نيويورك للكتب.لفتت الأنتباه بسبب حدة نقدها والتدريب الجيد
مابين الاربعينات والخمسينات انتقدت المكارثية الرجعية، ولكن إيضا بليندر اليسار. نقدها للثقافة والسلطة كان ينظر في حملاتهم ضد حرب فيتنام وضد فضيحة الرئيس نيكسون في السبعينات.
تزوجت في عام 1933 من أرالد جونشرود ثم من الناقد ايرموند ويلسن وفي نهاية حياتها عاشت في باريس طويلا مع زوجها الرابع. روايتها الأولى "the company she keeps" تسببت في فضيحة مؤكدة بسبب انفتاحها وحصلت على شهرة واسعة بسبب سخريتها وقدرتها الحرجة. نشرت لاحقا رواية أكثر شعبية في عام 1963 "the التي"group" أصبحت لمدة عامين من الكتب الأكثر مبيعا لصيفة نيويورك تايمز عملها على العموم يتميز بخليط غني، دقة، الخيال والسيرة الذاتية. هي وفقا للكثير، واحدة من أكبر الكتاب والمفكرين الامريكين للقرن ال 20. ماكارثي كانت عضوة في المعهد الوطني للفنون والآداب.حصلت على جوائز: الميدالية الوطنية للأدب وميدالية أدوارد ماكدل في 1984

## أعمالها
- لا زالت الشركة 1942
- القى العين الباردة 1944
- الواحة 1949
- بساتين من الأكاديمية 1952
- حياة مسحور 1955
- مشاهد والحاجز 1956
- حجارة فلورنسا 1956
- ذكريات فتاة كاثوليكية 1957
- على العمس تماما 1961
- فيتنام
- كتابة على الحائط 1970
- طيور أمريكا
- ذكريات فكرية
- المجموعة

## روابط خارجية
- ماري ماكارثي على موقع IMDb (الإنجليزية)
- ماري ماكارثي على موقع الموسوعة البريطانية (الإنجليزية)
- ماري ماكارثي على موقع مونزينجر (الألمانية)
- ماري ماكارثي على موقع قاعدة بيانات برودواي على الإنترنت (الإنجليزية)
- ماري ماكارثي على موقع إن إن دي بي (الإنجليزية)
- ماري ماكارثي على موقع قاعدة بيانات الفيلم (الإنجليزية)